# Corpuscule carotidien

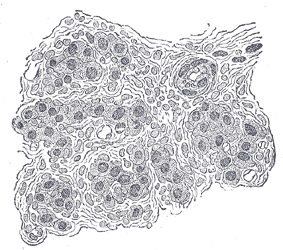
Cellules du corpuscule carotidien

Le corpuscule carotidien ou glomus carotidien,, est un petit groupe de cellules chimioréceptrices et supportant les cellules sustentaculaires,.

## Fonctions
Les chimiorécepteurs qu'il contient sont d'importance considérable en physiologie.
En effet, cet organe est sensible principalement aux changements de pression partielle des gaz respiratoires du sang qui le traversent (pression partielle d'oxygène artériel, teneur du sang en dioxyde de carbone), ainsi qu'aux changements de pH et de température du sang, aux variations de pH.
Et en réponse à ces variations, il régule l'équilibre acido-basique du sang ; autrement dit, il maintient un pH sanguin stable.

## Innervation
Ce corpuscule est innervé par le plexus intercarotidien qui naît de l'anastomose du rameau carotidien issu du ganglion cervical supérieur du tronc sympathique avec les rameaux carotidiens du nerf vague (X) et glossopharyngien (IX),.

## Anatomo-topographie
Ce glomus est situé dans l'adventice en arrière de la carotide au niveau de sa bifurcation à la hauteur de la quatrième vertèbre cervicale.

## Pathologies
Parfois, une tumeur se développe à ses dépens, elle est alors du type paragangliome.